# Pedro Seiji Asato
Pedro Seiji Asato (Lima, Perú, 11 de julio de 1940) es un compositor clásico peruano.

## Biografía
Nació en Lima, el 11 de julio de 1940. Estudió composición principalmente con Edgar Valcárcel y Enrique Iturriaga en el Conservatorio Nacional de Música, donde después enseñó. Ha cantado en el Coro Nacional del Perú. En su primera etapa fue un compositor vanguardista, con varias obras atonales y aleatoria, para luego inclinarse hacia el neobarroco y la "nueva simplicidad".

## Obras
- Siete piezas infantiles, para piano (1965).
- Noche, lied. Texto de Washington Delgado (1968).
- Quasar I, para conjunto de cámara (1971).
- Pulsares, para dos flautas (1970).
- Quasar II, para violín y chelo (1972).
- Quasar III, para cinta magnetofónica y percusión (1973).
- Ultrafonía para orquesta de cuerdas y percusión, estrenada por Leopoldo La Rosa y la Orquesta Sinfónica Nacional.
- Quasar IV para dos pianos y contrabajo, estrenada en Canadá, México y Estados Unidos.
- Cosmogénesis para orquesta.
- Escatología para coro femenino y grupo instrumental (1974).
- Teofonía, cantata para coro (1976).
- Cuatro sonetos de Cervantes para coro (1978).
- Cinco fábulas de Corcuera para coro (1979).
- Preludio y ricercar para orquesta (1979).
- Canzona sobre une tema de Palestrina para cuatro flautas y cuatro cornos (1980).
- Detenimientos (Javier Sologuren) para tenor y cuarteto de cuerda (1980).
- Segismundo, ópera basada en La vida es sueño de Calderón de la Barca (1981).
- Suite sinfónica Martínez de Compañón (1983).
- Ama Qonqawaychu (quechua: No me Olvides), suite para coro.
- Ichullamanta para clarinete y piano.
- Música vocal (arias y coros) para el espectáculo teatral De burlas y amores: Una Fiesta Teatral de la Colonia, presentado en el Congreso "El Teatro en la Hispanoamérica Colonial del siglos XVI- XVII" que se dio en el Instituto Riva-Agüero de la Pontificia Universidad Católica del Perú (2006, ver enlace).